# Kiểm thử tích hợp
Kiểm thử tích hợp (tiếng Anh: Integration testing) thỉnh thoảng còn gọi là tích hợp và kiểm thử (integration and testing, viết tắt: I&T) là một giai đoạn trong kiểm thử phần mềm mà mỗi môđun phần mềm riêng biệt được kết hợp lại và thử nghiệm theo nhóm. Nó xảy ra sau kiểm thử đơn vị và trước kiểm thử xác nhận. Kiểm thử tích hợp nhận các môđun đầu vào đã được kiểm thử đơn vị, nhóm chúng vào các tập hợp lớn hơn, áp dụng các bài kiểm tra đã được định nghĩa trong kế hoạch kiểm thử tích hợp vào tập hợp đó, và cung cấp đầu ra cho hệ thống tích hợp để sẵn sàng chạy kiểm thử hệ thống.